# Carlotta di Prussia (duchessa 1860)
Carlotta di Prussia, nome completo Vittoria Elisabetta Augusta Carlotta di Prussia (Potsdam, 24 luglio 1860 – Baden-Baden, 1º ottobre 1919), nata principessa di Prussia, fu duchessa consorte di Sassonia-Meiningen come moglie di Bernardo III di Sassonia-Meiningen.

## Famiglia d'origine
Era la figlia maggiore e secondogenita del principe Federico di Prussia, al momento della sua nascita Principe della Corona, figlio di Guglielmo I di Germania, e di sua moglie, la principessa reale Vittoria, nota come "Vicky" in famiglia, figlia primogenita della regina Vittoria I del Regno Unito. Nacque diciannove mesi dopo la difficile nascita di suo fratello maggiore, il principe Guglielmo.
Sua nonna, la regina Vittoria, voleva che la sua prima nipotina prendesse il suo nome. Tuttavia, i prussiani volevano che la nuova principessa venisse chiamata Carlotta, come l'imperatrice Alexandra Feodorovna di Russia, che era nata la principessa Carlotta di Prussia. Come compromesso, il suo primo nome era Vittoria, tuttavia, è stata sempre chiamata Carlotta. Prende il nome anche da sua nonna paterna, la regina Augusta.

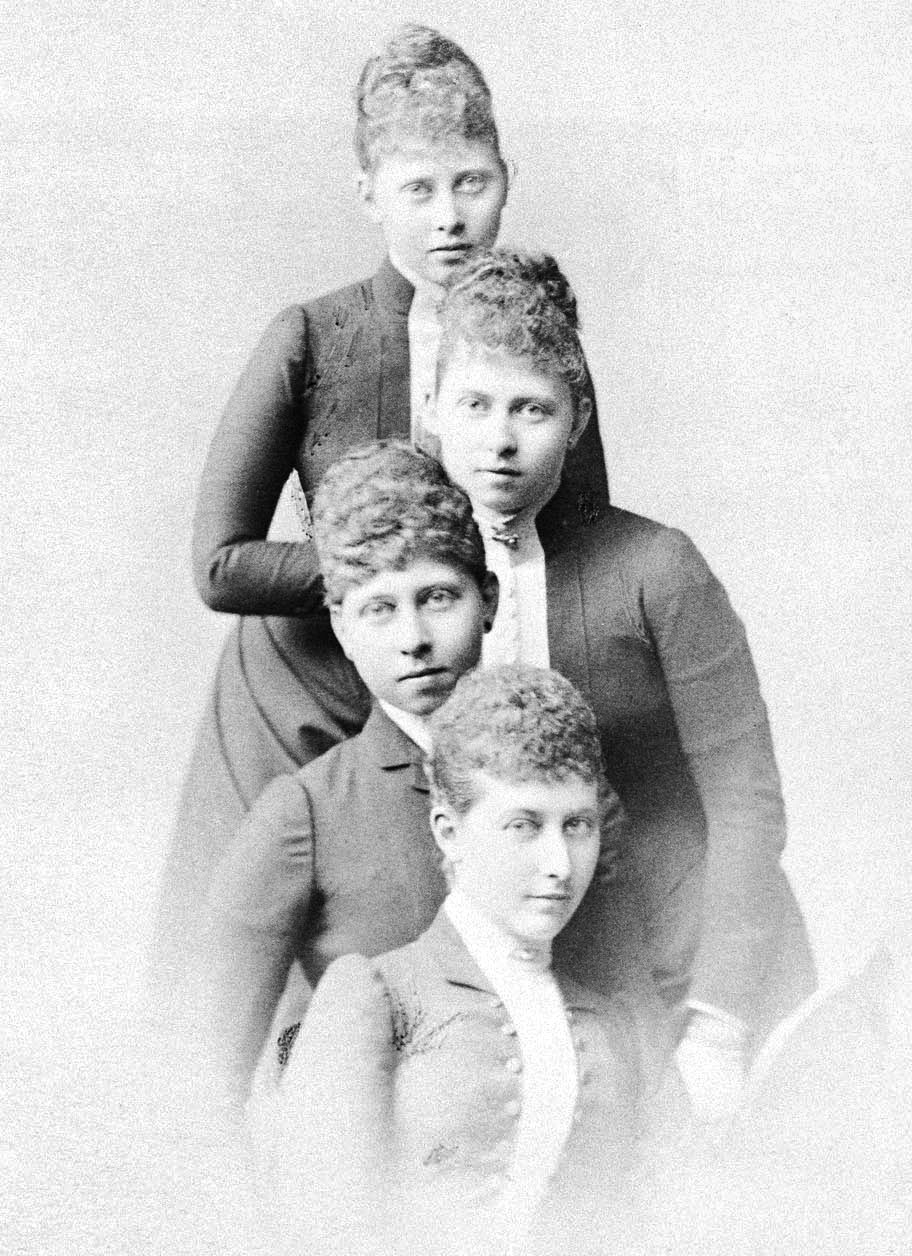
Dall'alto in basso: Margherita, Sofia, Vittoria e Carlotta

Carlotta era un membro degli Hohenzollern, una casa reale che aveva governato la Prussia dal XVII secolo. Poco prima del suo primo compleanno suo padre divenne il principe ereditario di Germania. Lei e suo fratello ricevevano spesso le visite dei loro nonni materni. Vicky e Federico a loro volta portarono Guglielmo e Carlotta in visita in Inghilterra nel giugno 1861, sei mesi prima della morte di Alberto.
La famiglia trascorreva gli inverni a Berlino e le estati a Potsdam; inoltre includeva solitamente un soggiorno in campagna, per la gioia dei bambini. Nel 1863 Vicky e Federico acquistarono una proprietà in rovina e la ristrutturarono in una fattoria, consentendo alla famiglia di vivere periodicamente una semplice vita di campagna. Federico era un marito amorevole, ma come ufficiale nell'esercito prussiano, i suoi doveri lo allontanavano sempre più da casa. Vicky era una madre intellettualmente esigente che si aspettava che i suoi figli esibissero una guida politica e morale, e in assenza del marito sorvegliava attentamente la loro educazione. Poco dopo essere arrivata nel suo nuovo paese d'adozione, Vicky osservò le continue discussioni e intrighi all'interno della famiglia reale prussiana. Questo rafforzò la sua fede nella superiorità della cultura inglese; ha cresciuto i suoi figli in scuole materne in stile inglese, e ha promosso con successo l'amore per il suo paese nativo incorporando aspetti della cultura inglese a casa e portandoli a frequenti viaggi in Inghilterra.
Durante la sua infanzia Carlotta dimostrò di avere una personalità nervosa e agitata, si mangiava spesso le unghie e rovinava i suoi vestiti, tanto che la nonna Vittoria scrisse in più di una occasione alla figlia la sua disapprovazione. Nonostante le punizioni che venivano inflitte alla bambina, questa non abbandonò mai le sue abitudini, che si esternavano anche con il poco interesse per lo studio, atteggiamento che preoccupava la madre.
Nel corso del tempo, si è sviluppata una frattura tra i tre primogeniti e i tre figli più piccoli. Le morti dei fratelli di Carlotta, Sigismondo e Waldemaro, devastarono la principessa ereditaria. La rigida educazione che Vicky diede ai tre figli più grandi non si replicò nella sua relazione con i suoi tre figli più piccoli. I figli più grandi, a loro volta, si risentirono per l'indulgenza di Vicky verso i loro fratelli più piccoli.
Carlotta fu molto amata dai nonni paterni, l'imperatore Guglielmo e l'imperatrice Augusta, e anche il fratello maggiore Guglielmo le fu sempre molto affezionato. Carlotta era sostenitrice della politica conservatrice del fratello maggiore e del cancelliere Bismarck, in contrasto con la madre, favorevole ad una politica più liberale.

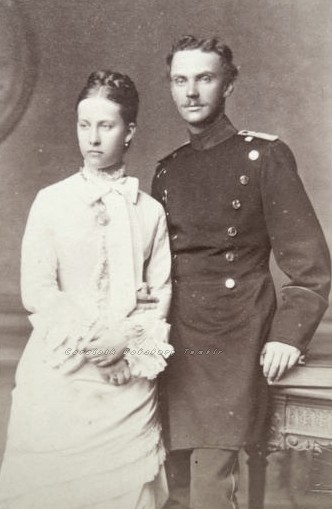
Carlotta e Bernardo di Sassonia-Meiningen, 1876.

## Matrimonio
La principessa aveva le gambe corte, che, abbinate a vita e braccia lunghe, la facevano apparire alta quando si sedeva. Era anche abbastanza semplice. Soffrì di problemi di salute significativi per la maggior parte della sua vita adulta; questo era accompagnato da uno stato quasi continuo di disturbi mentali. I suoi numerosi problemi di salute includevano reumatismi, dolori alle articolazioni, mal di testa e insonnia.
In seguito ad alcuni flirt, si diffusero pettegolezzi maliziosi che causarono problemi.
Nell'aprile 1877 Carlotta si fidanzò con il duca Bernardo di Sassonia-Meiningen (1851-1928), figlio maggiore del duca Giorgio II di Sassonia-Meiningen e della sua prima moglie la principessa Carlotta di Prussia. Van der Kiste ritiene che la decisione di Carlotta di sposare Bernardo derivi anche dal desiderio di diventare indipendente dai suoi genitori, e in particolare dalle critiche di sua madre.
Il matrimonio venne celebrato il 18 febbraio 1878 a Berlino in una doppia cerimonia che comprendeva anche il matrimonio della principessa Elisabetta Anna di Prussia con Federico Augusto di Oldenburg. Gli zii materni di Carlotta, il Principe di Galles e il Duca di Connaught e Strathearn, presenziarono alle nozze, così come il re Leopoldo II e la regina Maria Enrichetta del Belgio.
La nuova coppia si stabilì vicino al Neues Palais, in una piccola villa in precedenza abitata da Auguste von Harrach, la moglie morganatica di Federico Guglielmo III di Prussia. Acquisirono anche una villa a Cannes, una decisione che fece arrabbiare Guglielmo, che considerava la Francia un paese nemico. Alla fine Carlotta trascorse la maggior parte dei suoi inverni nella città francese, sperando che il suo clima caldo avrebbe aiutato ad alleviare la sua cattiva salute.
La coppia ebbe una figlia:
- Fedora (12 maggio 1879-1945).

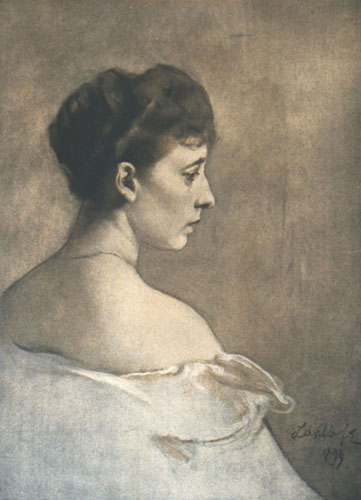
Carlotta di Sassonia-Meiningen ritratta da Laslo

Dopo la nascita della figlia, Carlotta abbandonò la vita famigliare in favore della vita sociale di Berlino e in lunghi viaggi. Durante questi viaggi, Carlotta lasciava spesso sua figlia a sua madre Vicky. Feodora fece spesso lunghe visite a Friedrichshof, la proprietà della nonna materna; in un'occasione, Vicky osservò che Feodora "è davvero una brava bambina e molto più facile da gestire di sua madre". Come sua madre, Fedora soffriva di malattie e vari dolori fisici, oltre a gravi emicranie.
Guglielmo I concesse a Carlotta e a Bernardo una villa vicino a Tiergarten e trasferì Bernardo in un reggimento della città. Carlotta passava gran parte del suo tempo a socializzare con altre dame, dove era normale perseguire attività come pattinaggio, spettegolare e organizzare cene. Era ammirata per il suo senso della moda, avendo importato tutti i suoi vestiti da Parigi. Anche Carlotta fumava e beveva. Si guadagnò la reputazione di pettegola e molti la trovarono acida; era conosciuta per far amicizia con qualcuno e guadagnarsi la fiducia, solo per diffondere i loro segreti agli altri.
Il padre di Carlotta ascese al trono tedesco come Federico III nel marzo 1888, solo per soccombere al cancro alla gola nel giugno di quell'anno. Carlotta rimase con suo padre malato durante questo periodo, insieme alla maggior parte dei suoi fratelli. Con l'ascesa di suo fratello come Guglielmo II, l'influenza sociale di Carlotta aumentò a Berlino, dove si circondò di un gruppo di nobili, diplomatici e giovani funzionari della corte. Mentre si era riconciliata gradualmente con sua madre durante la malattia di suo padre, Carlotta si schierò con Guglielmo quando si lamentò che avrebbe dovuto assistere al Giubileo d'oro della Regina Vittoria al posto di suo padre malato. Dopo l'ascesa al trono di Guglielmo II, Carlotta e Bernardo si schierarono dalla sua parte nelle dispute con la madre.

### Scandalo delle lettere
All'inizio del 1891, la società di Berlino esplose in uno scandalo dopo che una serie di lettere anonime circolarono tra i membri di spicco della corte, tra cui Guglielmo II e sua moglie Augusta Vittoria. Le lettere erano scritte con la stessa calligrafia e presentavano pettegolezzi salaci, accuse e intrighi tra i potenti della corte. Alcuni includevano immagini pornografiche stratificate su fotografie reali. Guglielmo II ordinò un'indagine, ma lo scrittore (o gli scrittori) non furono mai identificati. Alcuni contemporanei ipotizzarono che Carlotta, nota per la sua lingua tagliente e l'amore per il gossip, avrebbe potuto essere la responsabile. Gli storici hanno suggerito che lo scrittore potrebbe essere stato il fratello di Augusta Vittoria, il duca Ernesto Gunther di Schleswig-Holstein-Sonderburg-Augustenburg in collaborazione con la sua amante.
Durante lo scandalo delle lettere, Carlotta perse il suo diario che conteneva sia i segreti di famiglia che le critiche su vari membri della sua famiglia; il diario venne infine consegnato a Guglielmo II, che non la perdonò mai per i suoi contenuti. Bernardo fu trasferito a un reggimento nella tranquilla città di Breslavia, in effetti esiliandoli. Gli venne limitata anche la possibilità di viaggiare fuori dal paese, a meno che non fossero disposti a rinunciare agli onori reali. Nel 1896, Augusta Vittoria accusò Carlotta di intrattenere una relazione con Karl-August Freiherr Roeder von Diersburg, un funzionario di corte. Carlotta negò le accuse. Bernardo difese sua moglie e criticò gli Hohenzollern per aver tentato di mantenere ogni principessa prussiana sotto il controllo della famiglia.

## Duchessa di Sassonia-Meiningen
Nel giugno del 1911, Carlotta prese parte all'incoronazione di suo cugino Giorgio V in Inghilterra, ma la calura estiva del paese la lasciò a letto con la faccia gonfia e il dolore alle membra. Il 25 giugno 1914, Bernardo divenne duca di Sassonia-Meiningen. La prima guerra mondiale scoppiò il 28 luglio; Bernardo partì per il fronte mentre Carlotta rimase al governo del ducato, prestandosi principalmente come prestanome. Durante la guerra, Carlotta sperimentò sempre più dolori come dolori cronici, gambe gonfie e problemi ai reni. L'intensità del dolore divenne così forte che cominciò a prendere l'oppio come unico rimedio.

## Morte
La conclusione della guerra portò alla fine la politica dell'Impero tedesco, così come di tutti i suoi numerosi ducati; di conseguenza, Bernardo fu costretto ad abdicare. L'anno seguente, Carlotta si recò a Baden-Baden per cercare cure mediche per il suo cuore, morendo infine a causa di un infarto il 1 ottobre 1919, all'età di 59 anni.
Recenti esami medici sui suoi resti e su quelli della figlia, morta dopo una vita di sofferenza, hanno evidenziato che entrambe probabilmente soffrivano di porfiria, una rara malattia genetica che si ritiene abbia colpito alcuni membri della famiglia reale britannica, in particolare Giorgio III.

## Ascendenza
|                                    |                                     |                                                 | Genitori                                        |  |  | Nonni |  |  | Bisnonni                          |  |  | Trisnonni                        |  |
|                                    |                                     |                                                 |                                                 |  |  |       |  |  | Federico Guglielmo III di Prussia |  |  | Federico Guglielmo II di Prussia |  |
|                                    |                                     |                                                 |                                                 |  |  |       |  |  | Federico Guglielmo III di Prussia |  |  | Federico Guglielmo II di Prussia |  |
|                                    |                                     | Federica Luisa d'Assia-Darmstadt                |                                                 |  |  |       |  |  | Federico Guglielmo III di Prussia |  |  |                                  |  |
| Guglielmo I di Germania            |                                     |                                                 |                                                 |  |  |       |  |  | Federico Guglielmo III di Prussia |  |  |                                  |  |
|                                    |                                     | Luisa di Meclemburgo-Strelitz                   | Carlo II di Meclemburgo-Strelitz                |  |  |       |  |  |                                   |  |  |                                  |  |
|                                    |                                     | Luisa di Meclemburgo-Strelitz                   | Carlo II di Meclemburgo-Strelitz                |  |  |       |  |  |                                   |  |  |                                  |  |
|                                    |                                     | Luisa di Meclemburgo-Strelitz                   | Federica Carolina Luisa d'Assia-Darmstadt       |  |  |       |  |  |                                   |  |  |                                  |  |
| Federico III di Germania           |                                     | Luisa di Meclemburgo-Strelitz                   |                                                 |  |  |       |  |  |                                   |  |  |                                  |  |
|                                    |                                     | Carlo Federico di Sassonia-Weimar-Eisenach      | Carlo Augusto di Sassonia-Weimar-Eisenach       |  |  |       |  |  |                                   |  |  |                                  |  |
|                                    |                                     | Carlo Federico di Sassonia-Weimar-Eisenach      | Carlo Augusto di Sassonia-Weimar-Eisenach       |  |  |       |  |  |                                   |  |  |                                  |  |
|                                    |                                     | Carlo Federico di Sassonia-Weimar-Eisenach      | Luisa Augusta d'Assia-Darmstadt                 |  |  |       |  |  |                                   |  |  |                                  |  |
| Augusta di Sassonia-Weimar         |                                     | Carlo Federico di Sassonia-Weimar-Eisenach      |                                                 |  |  |       |  |  |                                   |  |  |                                  |  |
|                                    |                                     | Marija Pavlovna Romanova                        | Paolo I di Russia                               |  |  |       |  |  |                                   |  |  |                                  |  |
|                                    |                                     | Marija Pavlovna Romanova                        | Paolo I di Russia                               |  |  |       |  |  |                                   |  |  |                                  |  |
|                                    |                                     | Marija Pavlovna Romanova                        | Sofia Dorotea di Württemberg                    |  |  |       |  |  |                                   |  |  |                                  |  |
| Carlotta di Prussia                |                                     | Marija Pavlovna Romanova                        |                                                 |  |  |       |  |  |                                   |  |  |                                  |  |
|                                    | Ernesto I di Sassonia-Coburgo-Gotha | Francesco Federico di Sassonia-Coburgo-Saalfeld |                                                 |  |  |       |  |  |                                   |  |  |                                  |  |
|                                    | Ernesto I di Sassonia-Coburgo-Gotha | Francesco Federico di Sassonia-Coburgo-Saalfeld |                                                 |  |  |       |  |  |                                   |  |  |                                  |  |
|                                    | Ernesto I di Sassonia-Coburgo-Gotha | Augusta di Reuss-Ebersdorf                      |                                                 |  |  |       |  |  |                                   |  |  |                                  |  |
| Alberto di Sassonia-Coburgo-Gotha  | Ernesto I di Sassonia-Coburgo-Gotha |                                                 |                                                 |  |  |       |  |  |                                   |  |  |                                  |  |
|                                    |                                     | Luisa di Sassonia-Gotha-Altenburg               | Augusto di Sassonia-Gotha-Altenburg             |  |  |       |  |  |                                   |  |  |                                  |  |
|                                    |                                     | Luisa di Sassonia-Gotha-Altenburg               | Augusto di Sassonia-Gotha-Altenburg             |  |  |       |  |  |                                   |  |  |                                  |  |
|                                    |                                     | Luisa di Sassonia-Gotha-Altenburg               | Luisa Carlotta di Meclemburgo-Schwerin          |  |  |       |  |  |                                   |  |  |                                  |  |
| Vittoria di Sassonia-Coburgo-Gotha |                                     | Luisa di Sassonia-Gotha-Altenburg               |                                                 |  |  |       |  |  |                                   |  |  |                                  |  |
|                                    |                                     | Edoardo Augusto di Hannover                     | Giorgio III del Regno Unito                     |  |  |       |  |  |                                   |  |  |                                  |  |
|                                    |                                     | Edoardo Augusto di Hannover                     | Giorgio III del Regno Unito                     |  |  |       |  |  |                                   |  |  |                                  |  |
|                                    |                                     | Edoardo Augusto di Hannover                     | Carlotta di Meclemburgo-Strelitz                |  |  |       |  |  |                                   |  |  |                                  |  |
| Vittoria del Regno Unito           |                                     | Edoardo Augusto di Hannover                     |                                                 |  |  |       |  |  |                                   |  |  |                                  |  |
|                                    |                                     | Vittoria di Sassonia-Coburgo-Saalfeld           | Francesco Federico di Sassonia-Coburgo-Saalfeld |  |  |       |  |  |                                   |  |  |                                  |  |
|                                    |                                     | Vittoria di Sassonia-Coburgo-Saalfeld           | Francesco Federico di Sassonia-Coburgo-Saalfeld |  |  |       |  |  |                                   |  |  |                                  |  |
|                                    |                                     | Vittoria di Sassonia-Coburgo-Saalfeld           | Augusta di Reuss-Ebersdorf                      |  |  |       |  |  |                                   |  |  |                                  |  |
|                                    |                                     | Vittoria di Sassonia-Coburgo-Saalfeld           |                                                 |  |  |       |  |  |                                   |  |  |                                  |  |